# Herb Rabki-Zdroju
Herb Rabki-Zdroju – jeden z symboli miasta Rabka-Zdrój i gminy Rabka Zdrój w postaci herbu, przyjęty został w 1977 roku, autorstwa Jerzego Koleckiego.

## Wygląd i symbolika
Herb przedstawia na tarczy dwudzielnej w słup, w polu prawym, błękitnym połowę złotego promiennego słońca, w polu lewym, czerwonym połowę białej dziecięcej główki ze złotymi włosami. Nad tarczą herbową w zielonym prostokącie znajduje się drukowany zapis RABKA-ZDRÓJ.